# South Caicos
South Caicos ist die südöstlichste Insel der Caicos-Inseln und gehört zum Britischen Überseegebiet der Turks- und Caicosinseln.
Die überwiegend flache Insel mit einer Fläche von etwa 21 Quadratkilometern und der Form einer Tabakpfeife liegt rund zehn Kilometer südlich von East Caicos; zwischen beiden Inseln befinden sich noch einige unbewohnte Sandinseln. Der Südwestspitze vorgelagert ist das schmale Long Cay.
An der Südküste von South Caicos liegt auch der Hauptort Cockburn Harbour. Dort und in den wenigen anderen Ansiedlungen der Insel (Out North und Highlands) lebten nach dem Zensus von 2012 1139 Menschen.
South Caicos verfügt über einen befestigten Naturhafen sowie über den South Caicos Airport.
Das Meeresgebiet rund um die Insel ist ein beliebtes Reiseziel von Hochseeanglern und Sporttauchern.

## Bildergalerie

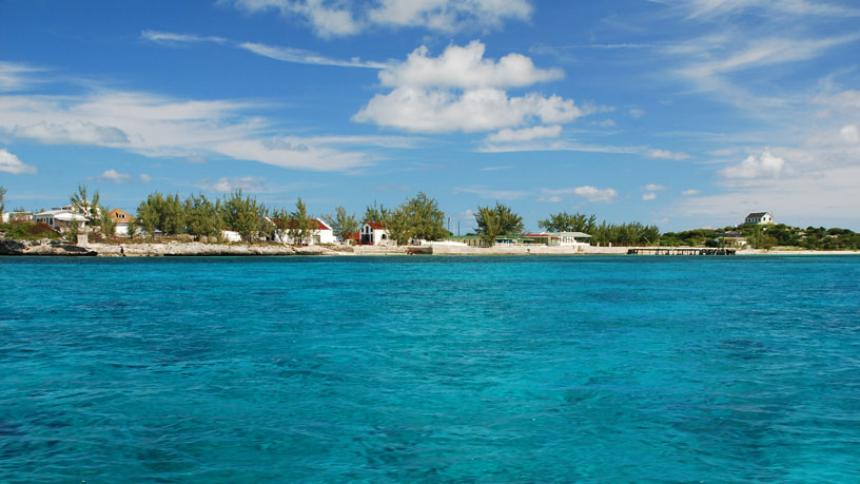
Hauptort Cockburn Harbour
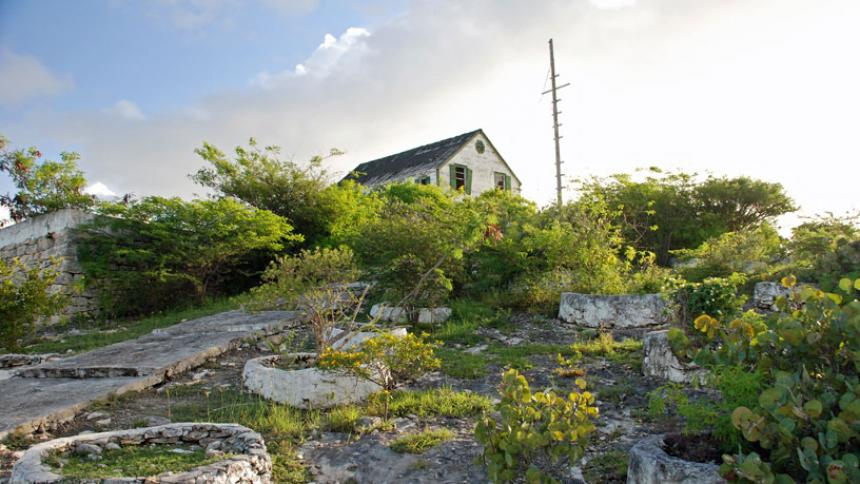
Residenz des commissioners
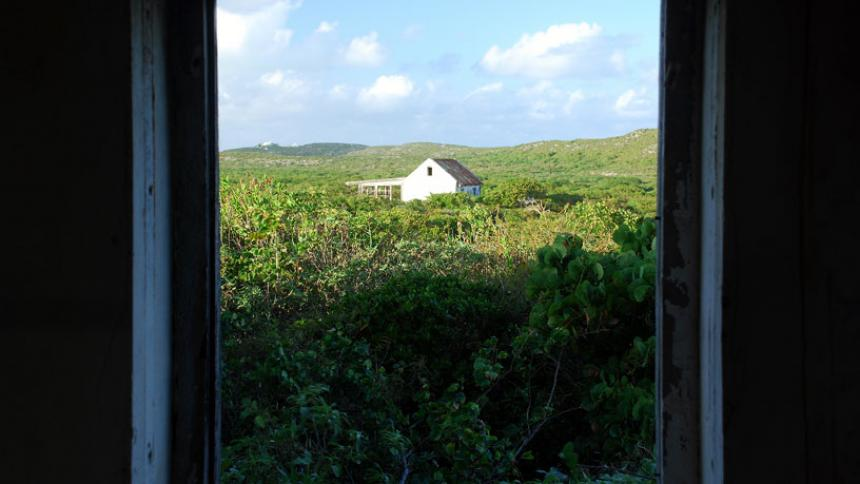
Wohngebäude auf South Caicos
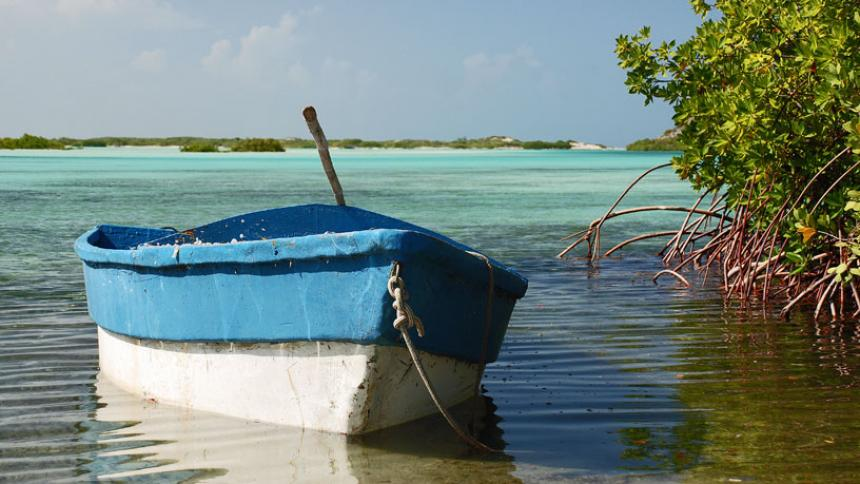
Küste von South Caicos
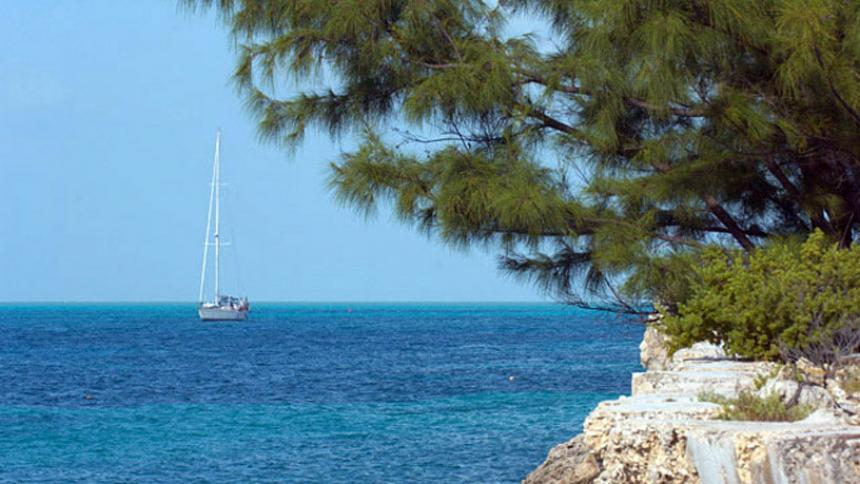
Segeln vor South Caicos
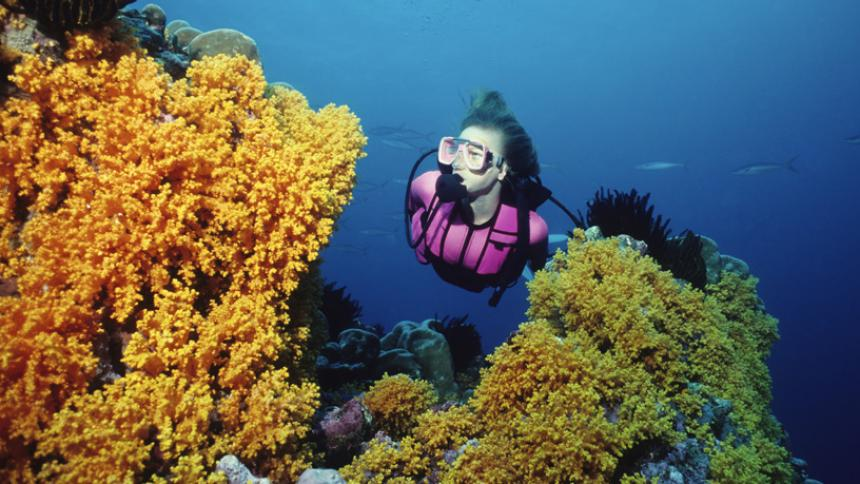
Sporttaucher vor South Caicos
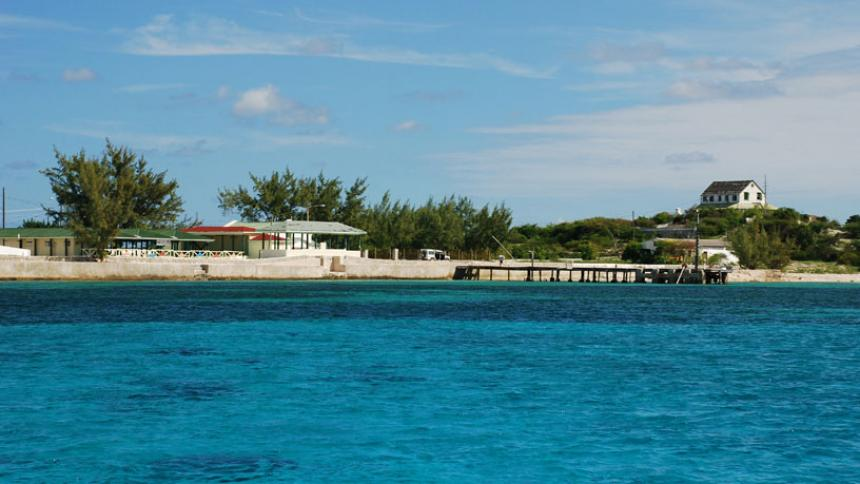
Queen’s Parade Ground
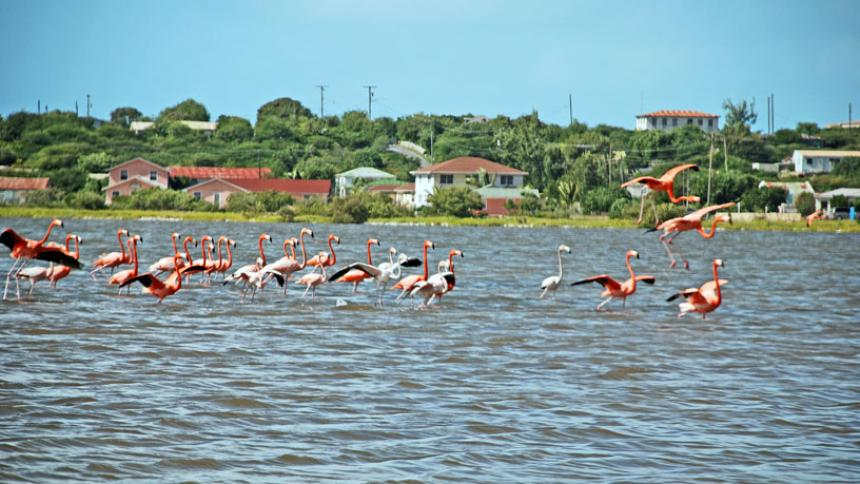
Flamingos auf South Caicos
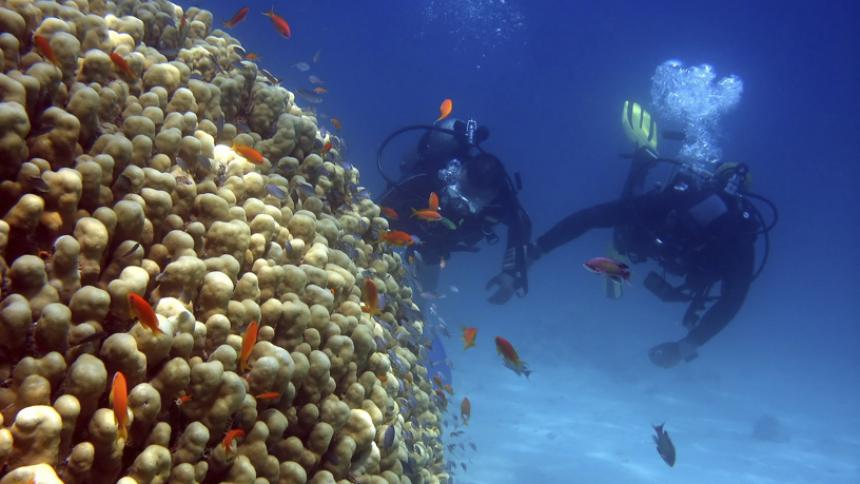
Korallenriff von South Caicos